# هوتنا و هوتلورا
هوتنا و هوتلورا (نیز Hudena و Hudellura؛  ḫdn ḫdlr در متن‌های الفبایی اوگاریت) الهه‌های سرنوشت و ماماهای الهی در دین هوری بودند.

## تعداد
یک مشکل حل نشده در دانش‌پژوهی، تعداد الهه‌هایی است که با نام های «هوتنا و هوتلورا» به آنها اشاره می‌شود. پیوتر تاراچا خاطرنشان می‌کند که تنها دو صورت که بر روی نقش‌برجسته‌های یازیلیکایا به تصویر کشیده شده‌اند، به این صورت برچسب‌گذاری شده‌اند، اما در عین حال، نام‌ها جمع به نظر می‌رسند.

## شخصیت
امانوئل لاروش پیشنهاد کرد که نام هر دوی آنها از فعل هوری ḫut گرفته شده است که احتمالا باید «نیکی کردن به» ترجمه شود.

## پرستش
هوتنا و هوتلورا در کالوتیِ (فهرست پیشکش) الهه هبات و حلقه او ظاهر می‌شوند و معمولاً به دنبال خدمتکارش تاکیتو و پیش از جفت ایشارا و آلانی هستند.

## اساطیر
هوتنا و هوتلورا در اسطوره‌های آهنگ هدامو و آهنگ اولیکومی ظاهر می‌شوند که هر دو به چرخه کوماربی تعلق دارند.